# Смородинка (Миасский городской округ)

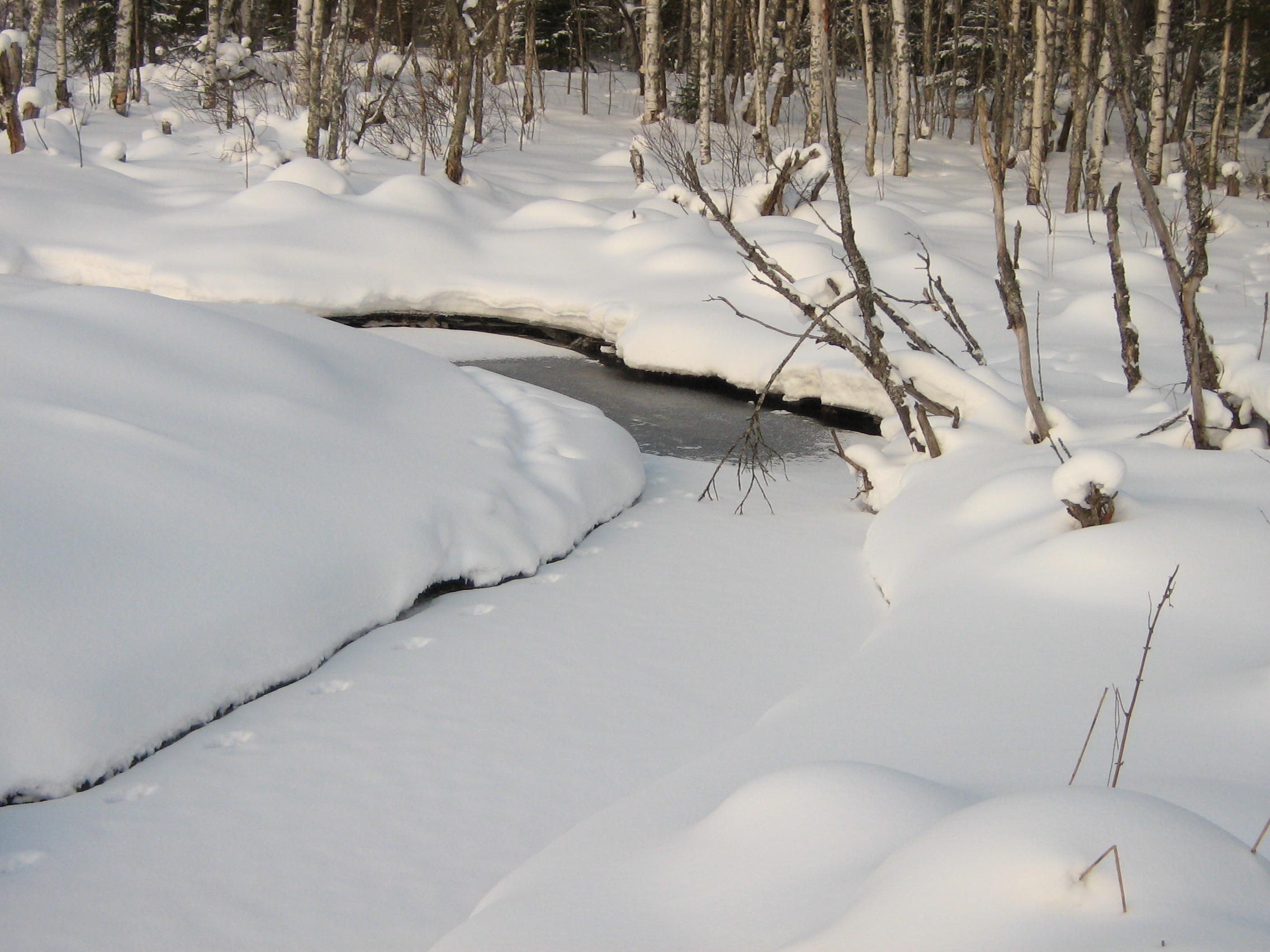

Смородинка — село в Миасском городском округе Челябинской области.

## География
Расположено южнее г. Миасса, в Черновском территориальном округе.
Село стоит на реке Смородинка. Границами с. Смородинка являются земли Гослесфонда, река Миасс с автодорогой Миасс-Ленинск и трасса М5 на севере. Связь села с городом Миасс осуществляется автодорогой направления Миасс — Ленинск, далее автодорогой направления Миасс — Учалы, далее после пересечения с трассой М5 «Урал» на ул. Трактовую в направлении г. Миасс.

### Климатическая характеристика
Термический режим в течение года имеет выраженный характер, типичный для континентального  климата. Абсолютный максимум температуры достигал +35°С, абсолютный минимум −49°С. Территория характеризуется повышенным количеством атмосферных осадков. Наиболее увлажненными являются горные хребты. Основная масса осадков выпадает в тёплое время года с максимумом в июле. Меньшая доля приходится на холодный период с минимумом в феврале. Летом осадки выпадают в виде кратковременных по интенсивности ливней. В остальную часть года выпадение осадков носит продолжительный характер и умеренную интенсивность. Зимние осадки формируют снежный покров. Продолжительность залегания снежного покрова в долинах составляет до 158 дней. Средняя высота снега соответственно изменяется от 50 до 100 см. Глубина промерзания почвы составляет около 2 м с полным оттаиванием в первой декаде мая. Зимой преобладают южные и юго-западные ветры, часты и северо-западные ветры. Летом направление ветра менее устойчиво. Преобладают ветры юго-западного и западного направлений. Скорость в течение года 2-5 м/сек. Наибольшее число штилей отмечается в мае.

### Рельеф
Рельеф местности слабовсхолмленный в центральной части. Отметки поверхности земли находятся в пределах 387—393 м. Падение рельефа в сторону речки Смородинка. В северо-западной и северо-восточной частях проектируемой территории рельеф характеризуется резким возвышением. Отметки поверхности земли находятся в пределах — 393—399 м. В юго-западной стороне рельеф нарушен. До границ земель Гослесфонда овраг.

### Современное использование территории
В настоящее время часть планируемой территории занята огородами и пашнями, а также коровником на 750 голов, часть свободна от застройки и представляет собой неосвоенные поля, поросшие травой, лесными березовыми колками и мелким кустарником.
Река Смородинка на территории проектирования образует небольшой пруд, и протекает с северо-запада на юго-восток.
Проектом планировки села Смородинка перспективное развитие определено в западном, северо-западном, юго-западном, а также в юго-восточном направлениях под индивидуальную жилую застройку коттеджами с участками площадьюсот. Площадь планируемой территории составляет 31,4 Га.

### Население
- средний состав семьи — 3-4 человека
- средняя жилищная обеспеченность — 35 м2/человек
- проектная плотность населения — 15 чел/га

## Внешнийтранспорт
На востоке проектируемой территории (в северо-западной части с. Смородинка) проходит электрифицированная железнодорожная магистраль направления Уфа — Челябинск.
Переезд через железную дорогу осуществляется при помощи железнодорожного переезда на юго-востоке планируемой территории и тоннеля на северо-востоке планируемой территории.
Транспортные связи села Смородинка с близ лежащими населенными пунктами осуществляются:
— с г. Миасс по основной дороге областного значения от ост. Автозавод, через вокзал (автобусный маршрут № 414) с выходом на ул. Трактовую, далее пересечение с федеральной трассой М-5 «Урал» на автодорогу Миасс-Учалы, Миасс-Ленинск.

## Население
| 2002 | 2010  |
| ---- | ----- |
| 1256 | ↗1319 |